# The Dawn Maker
The Dawn Maker è un film muto del 1916 diretto da William S. Hart. Sceneggiato da C. Gardner Sullivan da un suo soggetto e ambientato in Canada, ha come protagonista un meticcio, interpretato dallo stesso regista, uno dei più famosi attori del cinema di genere western dell'epoca del muto.

## Trama
Joe Elk è nato e cresciuto nei selvaggi territori del NordOvest, in Canada. Figlio di un uomo bianco e di una donna indiana, si sente diviso tra le sue due culture. Quando si innamora di Alice, una donna bianca, prevalgono in lui i sentimenti di un bianco. Quando però la ragazza gli dice di essere già fidanzata, Joe riprende i suoi costumi indiani, tornando alla vita della sua tribù.
Una terribile tempesta di neve blocca gli approvvigionamenti e gli indiani, per sfamarsi, rubano il cibo di Alice e di Bruce, il suo uomo, lasciandoli affamati e senza possibilità di essere soccorsi. Joe, allora, insiste con i suoi per farsi dare la parte di cibo che gli spetta e, con questo, si reca da Alice e da Bruce. I due stanno morendo di inedia: lui li forza a mangiare mentre rinuncia a nutrire sé stesso per poterli salvare.
In punto di morte, la natura pellerossa di Joe prende il sopravvento e l'uomo muore esibendosi in una danza cerimoniale che si richiama al creatore, il "Dawn Maker".

## Produzione
Il film fu prodotto dalla Kay-Bee Pictures. Venne girato dal 25 marzo 1916 al 28 aprile 1916 a Mt. Baldy, in California, e con un costo stimato di 11,352.18.dollari.

## Distribuzione
Distribuito dalla Triangle Distributing, uscì nelle sale cinematografiche USA il 24 settembre 1916.